# Base aérea de Mather
A Base aérea de Mather foi uma base aérea da Força Aérea dos Estados Unidos. Encerrou em 1993. Estava localizada a 19 quilómetros a este de Sacramento. Foi um dos trinta e dois campos de treino para o serviço aéreo dos Estados Unidos na Primeira Guerra Mundial, e também foi usada durante a Segunda Guerra Mundial. Actualmente, serve como o Aeroporto Sacramento Mather.